# Vlad Chiricheș
Vlad Iulian Chiricheș (Bacău, 14 de novembro de 1989) é um futebolista romeno que atua como zagueiro. Atualmente, defende o clube FCSB.

## Carreira
Chiriches fez parte do elenco da Seleção Romena de Futebol da Eurocopa de 2016.